# Danièle Gaubert
Danièle Gaubert (Nuars, 9 augustus 1943 - Marseille, 3 november 1987) was een Frans actrice.

## Biografie
Gaubert werd op 16-jarige leeftijd ontdekt door regisseur Claude Autant-Lara die haar liet debuteren in de film Les régates de San Francisco. Er volgden daarna nog verschillende films waaronder Flight from Ashiya. Haar laatste film was Snow Job in 1972. Ze ontmoette op de set van die film alpineskiër Jean-Claude Killy met wie ze datzelfde jaar nog trouwde. Gaubert verliet de filmwereld en kreeg een dochter. Ze overleed op 44-jarige leeftijd aan kanker.

## Filmografie
- Les régates de San Francisco (1960)
- Terrain Vague (1960)
- Una storia milanese (1962)
- The Gypsy Baron (1962)
- Encounter in Salzburg (1964)
- Flight from Ashiya (1964)
- Le Grand Dadais (1967)
- La louve solitaire (1968)
- Camille 2000 (1969)
- Come, quando, perché (1969)
- Underground (1970)
- Snow Job (1972)

- Bibliothèque nationale de France: cb14180550g (data)
- Gemeinsame Normdatei: 1061357627
- International Standard Name Identifier: 0000 0000 4970 451X
- Library of Congress Control Number: nr2001039265
- Nederlandse Thesaurus van Auteursnamen: 311799590
- Système universitaire de documentation: 158145208
- Virtual International Authority File: 61476487
- WorldCat: E39PBJxt3gDfhCp3Dt66fwc9Dq